# Голорот вапняковий
Голорот вапняковий (Gymnostomum calcareum) — вид мохів порядку потіальних (Pottiales).

## Поширення
Батьківщиною є Європа, Африка, Північна Америка, Південна Америка, Азія, Австралія, Нова Зеландія.
Населяє вологі скелі та мокрі камені біля водоспадів.

## Характеристика
Рослини від світло- до темно-зелених, скучені або іноді утворюють щільну дернину. Стеблові листки довгопрямокутні чи рідше ланцетні, прямі чи слабо відігнуті на верхівці, 0.4–0.6(0.8) мм; верхівка від округла до широко-гострої. Спеціалізоване нестатеве розмноження відсутнє. Коробочкова ніжка 3–4 мм завдовжки. Коробочка еліптична. Коробочки дозрівають навесні.